# عملية الألعاب الأولمبية
عملية الألعاب الأولمبية هي حملة خفية وغير معترف بها من التخريب عن طريق تعطيل شبكات الإنترنت، وموجهة إلى المنشآت النووية الإيرانية من قبل الولايات المتحدة وربما إسرائيل. وتفيد التقارير بأنها واحدة من أولى الاستخدامات المعروفة للأسلحة السيبرانية الهجومية. بدأت عملية «الألعاب الأولمبية» تحت إدارة جورج دبليو بوش في عام 2006، وتسارعت في عهد الرئيس أوباما، الذي استجاب لنصيحة «بوش» في مواصلة الهجمات الإلكترونية على المنشآت النووية الإيرانية في مدينة نطنز.
كان بوش يعتقد أن هذه الاستراتيجية هي الطريقة الوحيدة لمنع ضربة تقليدية إسرائيلية على المنشآت النووية الإيرانية.
یعدّ إنتاج برامج ستوكسنت وفليم ودوكو جزءًا من هذه العملية.
تم الكشف عنها في عام 2013.

## تاريخ
خلال فترة ولاية بوش الثانية، قدم الجنرال جيمس كارترايت، رئيس القيادة الاستراتيجية للولايات المتحدة الأمريكية آنذاك، مع مسؤولين استخباراتيين آخرين لبوش رمزًا معقدًا من شأنه أن يكون بمثابة سلاح إلكتروني هجومي. و«كان الهدف هو الوصول إلى وحدات تحكم الحواسيب الصناعية في مصنع نطنز...وان يهاجم الرمز أجهزة الكمبيوتر المتخصصة التي تتحكم في أجهزة الطرد المركزي».
وقد تم التعاون مع وحدة استخبارات الإشارات «سيجينت» الإسرائيلية المعروفة أيضاً باسم الوحدة 8200.

## أهمية
وفقًا لمجلة أتلانتيك الشهرية، إن عملية الألعاب الأولمبية "ربما هي أهم تلاعب خفي بالطيف الكهرومغناطيسي منذ الحرب العالمية الثانية، عندما قام محللو الشفرات البولنديون، بكسر شفرة إنجما، وتوصلوا إلى الرموز النازية". تدعي مجلة نيويوركر أن عملية الألعاب الأولمبية هي «أول عمل هجوم رسمي للتخريب السيبراني المحض من قبل الولايات المتحدة ضد دولة أخرى، إذا لم تحسب الاختراقات الإلكترونية التي سبقت الهجمات العسكرية التقليدية، مثل اختراق أجهزة الكمبيوتر العسكرية العراقية قبل غزو العراق عام 2003». لذلك، «يمكن أن يكون العمل الرسمي الأمريكي والإسرائيلي مبررًا للآخرين».
ذكرت صحيفة واشنطن بوست أن البرنامج الخبيث «فليم» كان أيضًا جزءًا من عملية الألعاب الأولمبية.

## تحقيق تسرب
في يونيو 2013، أفيد أن جيمس كارترايت كان هدفًا لتحقيق استمر لمدة عام، أجرته وزارة العدل الأمريكية في تسريب معلومات سرية حول العملية لوسائل الإعلام الأمريكية. في مارس 2015، ورد أن التحقيق قد توقف بسبب مخاوف بشأن حساسية الأدلة اللازمة للمحاكمة بحيث لا يمكن الكشف عنها في المحكمة.
وفقًا لمصادر غير مسماة في وكالة المخابرات المركزية ووكالة الأمن القومي، يدعي الفيلم الوثائقي «أيام الصفر» أن البرنامج الخبيث ستوكسنت/ الألعاب الأولمبية كان مجرد جزء صغير من مهمة أكبر بكثير للتسلل والتسوية مع إيران.